# Dziekanów Polski
Dziekanów Polski – wieś w Polsce położona w województwie mazowieckim, w powiecie warszawskim zachodnim, w gminie Łomianki.
W latach 1975–1998 miejscowość administracyjnie należała do województwa warszawskiego.
Według stanu na dzień 2019-12-31 roku sołectwo zamieszkuje 1076 mieszkańców.

## Sołectwo
Obszarem sołectwa Dziekanów Polski jest obszar ograniczony:
- od południa granicą sołectwa Sadowa wzdłuż ulicy Kolejowej, wzdłuż linii równoległej do ulicy Pięknej i Władcy Pierścieni, wzdłuż granicy Kampinoskiego Parku Narodowego do osi ul. Wędkarskiej i dalej osią ul. Wędkarskiej do osi ul. Miłej i wzdłuż ul. Miłej i dalej linią równoległą do ul. Wędkarskiej i Szymczaka i do ulicy Kolejowej,
- od zachodu granicą sołectwa Sadowa i Dziekanów Nowy wzdłuż ulicy Turystycznej i jej przedłużeniem w kierunku rzeki Wisła,
- od północy granicą gminy Jabłonna wzdłuż nurtu rzeki Wisła,
- od wschodu granicą sołectwa Kępa Kiełpińska od nurtu rzeki Wisła do wału przeciwpowodziowego i wzdłuż linii równoległej do ulicy Błotnej, dalej granicą sołectwa Dziekanów Bajkowy wzdłuż ulic: Przy Jeziorze i Rolnicza i wzdłuż ulicy Krasnoludków i dalej granicą sołectwa Dziekanów Leśny wzdłuż ulicy Kolejowej i wzdłuż drogi gruntowej stanowiącej przedłużenie ulicy Wędkarskiej.

## Historia
Wieś na skraju tarasu zalewowego Wisły, około 1,5 km od Dziekanowa Leśnego. Pierwsze wzmianki w XII wieku, do XVIII wieku własność biskupów płockich. W XVIII wieku własność Trębickich i powstaje tu jedno z pierwszych w Polsce gospodarstwo płodozmianiowe. W Dziekanowie Polskim, znajduje się drewniany krzyż dziękczynny, obok nieistniejącego zakładu/spółdzielni ,,Róża" (krzyż jest wymieniany przez mieszkańców co kilkanaście lat na nowy) ufundowany przez mieszkańca Jana Szcześniaka m. in. w podziękowaniu za otrzymaną na własność ziemię i zwolnienie z pańszczyzny. Ukazem carskim cara Aleksandra II z 1864 roku chłopi z Dziekanowa Polskiego otrzymali ziemię na własność. Jeszcze przed II Wojną Światową, powstaje we wsi szkoła powszechna (obecnie szkoła podstawowa im. Adolfa Pilcha ps. Góra - Dolina) oraz Ochotnicza Straż Pożarna, której pierwszym Naczelnikiem zostaje Stanisław Kozłowski, kolejnym Henryk Zajączkowski. We wrześniu 1939 w Jeziorze Dziekanowskim polscy żołnierze gen. Bołtucia zatopili broń, którą później wykorzystali partyzanci z Grupy AK Kampinos. Obecnie nad jeziorem znajduje się ośrodek wędkarski, bar i plaża a sama miejscowość zyskuje charakter miejscowości z jednorodzinną zabudową podmiejską. W 2025 roku na mocy umowy GDDKiA z podwykonawcą budowy odcinka Czosnów - Kiełpin drogi ekspresowej S-7, rozpocznie się budowa węzła Sadowa, który będzie znajdował się na terenie Sołectwa.

## Komunikacja
Na terenie wsi, znajdują się cztery przystanki autobusowe, które są obsługiwane przez linie Zarządu Transportu Miejskiego w Warszawie, które obsługuje miejscowa spółka gminna Komunikacja Miejska Łomianki: 150 (do Izabelina Dziekanówka), 750 (wybrane kursy do Dębiny, Izabelina Dziekanówka i Palmir), 850 (do Cybulic Dużych). Ponadto na terenie wsi, zatrzymują się autobusy PKS Polonus w kierunku Zakroczymia i Nowego Dworu Mazowieckiego
Przez wieś przechodzi droga krajowa DK-7, która już wkrótce zostanie rozbudowana do drogi ekspresowej S-7. Planowana jest budowa węzła drogowego ,,Sadowa" na obszarze Sołectwa, pomiędzy drogami gminnymi Wędkarska - Podróżna.

## Religia
Na terenie miejscowości, znajduje się kilkanaście przydrożnych kapliczek i krzyży, przy których odbywają się corocznie modlitwy maryjne w maju, w których uczęszczają starsi mieszkańcy wsi.
Terytorialnie, na obszarze wsi (nie Sołectwa) znajduje się katolicki Kościół Matki Bożej Królowej Rodzin z parafią w sąsiednim Dziekanowie Leśnym.

## Ważne miejsca
- Szkoła Podstawowa im. Adolfa Pilcha ps. Góra - Dolina
- Ochotnicza Straż Pożarna
- Jezioro Dziekanowskie
- Kościół Matki Bożej Królowej Rodzin w Dziekanowie Leśnym
- Krzyż dziękczynny za nadanie przez Cara Aleksandra II ziemi i zwolnienie z pańszczyzny mieszkańców Dziekanowa Polskiego, nadany tzw. Ukazem Carskim

## Nazwa
Nazwa Dziekanów pochodzi od dziekana, czyli kościelnego zwierzchnika kilku parafii (Kiełpin). Określenie Polski przyjęło się dla odróżnienia wsi od sąsiedniego Dziekanowa Niemieckiego, zamieszkanego do 1945 r. przez niemieckojęzycznych mennonitów (obecnie Dziekanów Leśny).